# Surorile
Surorile  (The Sisters) este o nuvelă scrisă de James Joyce, prima din seria de nuvele numită Oameni din Dublin. Inițial a fost publicată în The Irish Homestead Journal la data de 13 august, 1904. A fost prima lucrare de ficțiune a lui Joyce care s-a publicat. După ce scriitorul o va revizui, în 1914 va apărea publicată alături de celelalte nuvele în colecția Oameni din Dublin.

## Personajele
- Băiatul (naratorul)
- James Flynn, fostul preot
- Eliza Flynn, sora lui James Flynn
- Nannie Flynn, sora lui James Flynn
- Bătrânul Cotter
- Mătușa băiatului
- Unchiul băiatului

## Texte online
- The Sisters (1904) – De la 13 august 1904 apariția din The Irish Homestead.
- The Sisters (1914) – Din colecția Oameni din Dublin.